# 温瑟尔多夫
温瑟尔多夫（德語：Winseldorf）是德国石勒苏益格－荷尔斯泰因州的一个市镇。总面积5.62平方公里，总人口308人，其中男性159人，女性149人（2011年12月31日），人口密度55人/平方公里。